# Gabriela Dabrowski
Gabriela "Gaby" Dabrowski (/dəˈbraʊski/; polonês: Dąbrowska, pronunciado [dɔmˈbrɔfska]; nascida em 1 de abril de 1992) é uma tenista profissional canadense. 
Dabrowski alcançou sua melhor classificação de simples no 164º lugar do mundo pela WTA em 3 de novembro de 2014, e sua melhor classificação de duplas no 4º lugar do mundo em 11 de julho de 2022. Tricampeã do Grand Slam, ela venceu o US Open de 2023 nas duplas em parceria com  Erin Routliffe, e também o título de duplas mistas do Aberto da França de 2017 com Rohan Bopanna, tornando-se a primeira mulher canadense a ganhar um título sênior de Grand Slam e o Australian Open de 2018 com Mate Pavić.

## Vida pregressa
Dabrowski é de origem polonesa e fala inglês, francês e polonês. Ela disputou seu primeiro torneio provincial quando tinha 8 anos. Sua primeira grande vitória foi no "Provincial 10-and-under Future Stars", aos 9 anos de idade. Dabrowski foi finalista no "Ontario 14-and-under Provincial Championships" e terminou entre as 8 primeiras no "National Championships" até 14 anos. Durante a adolescência, ela escolheu começar a treinar na "Saddlebrook Academies [en]" em Tampa.

## Carreira no tênis

### 2006–12: Primeiros anos
No início de 2006, Dabrowski se tornou a primeira canadense a vencer o Les Petits As, um dos torneios até 14 anos de maior prestígio do mundo. Em dezembro de 2006, Dabrowski alcançou a final de duplas do Orange Bowl para menores de 16 anos em Miami. Dabrowski também venceu o Junior Orange Bowl em dezembro de 2009, onde derrotou Kristina Mladenovic. Ela foi a primeira canadense a conquistar o título desde que Carling Bassett-Seguso [en] o conquistou aos 15 anos em 1982. No evento júnior do Australian Open em janeiro de 2010, Dabrowski foi vice-campeã em duplas com a parceira Tímea Babos. Ela terminou 2010 em quinto lugar no ranking júnior e decidiu fazer a transição para o nível profissional. Em novembro de 2011, ela chegou à sua primeira final de simples profissional no torneio de US$ 50k Toronto Challenger [en], mas perdeu para a vinda da qualificatória Amra Sadiković [en] em sets diretos. Dabrowski alcançou, em novembro de 2012, as semifinais do torneio de US$ 75k Phoenix Challenger [en].

### 2013: Primeira final de duplas do WTA Tour
No final de maio, Dabrowski chegou à primeira final da carreira WTA com a parceira Shahar Pe'er, no torneio Premier, em Bruxelas. Elas foram derrotadas por Anna-Lena Grönefeld e Květa Peschke em sets diretos. No início de julho, no torneio de US$ 50k Waterloo Challenger [en], Dabrowski chegou à segunda final de simples profissional, mas foi derrotada por Julia Glushko em sets diretos. Na Rogers Cup, em agosto, ela chegou às semifinais em duplas, com a compatriota Sharon Fichman derrotando a dupla cabeça de chave N° 1 Sara Errani e Roberta Vinci na rodada anterior. Elas perderam para Jelena Janković e Katarina Srebotnik. Em outubro, Dabrowski (com a parceira Alicja Rosolska) alcançou sua segunda final de duplas WTA em Linz. Elas derrotadas pelas irmãs gêmeas Karolína e Kristýna Plíšková em sets diretos. Dabrowski alcançou a terceira final de simples no primeiro SSIR Pro Classic [en] de US$ 50k em novembro, mas perdeu para Mandy Minella.

### 2023: Campeã do US Open, volta ao Top 10
Como dupla 16ª cabeça de chave, com a nova parceira  Erin Routliffe no US Open, Dabrowski fez sua décima primeira quartas de final em duplas do Grand Slam. Nas quartas de final, a dupla derrotou as sextas cabeças de chave Leylah Fernandez e Taylor Townsend em três sets para chegar às semifinais. Lá, elas derrotaram Hsieh Su-wei, que estava em uma sequência de 16 vitórias consecutivas no Major, tendo vencido o Aberto da França e o Wimbledon, e Wang Xinyu em sets diretos para chegar à final pela primeira vez na carreira de Routliffe e pela segunda vez na carreira de Dabrowski. Na final enfrentaram as ex-campeãs Laura Siegemund e Vera Zvonareva. Elas as derrotaram em dois sets para conquistar o título do US Open, o primeiro título de Grand Slam para ambas as jogadoras. Como resultado, ela voltou ao top 10 no 9º lugar do mundo em 11 de setembro de 2023.
No Guadalajara Open, a dupla alcançou sua primeira final em um WTA 1000 derrotando Jasmine Paolini e Mayar Sherif na semifinal em sets diretos.
Seu forte desempenho no segundo semestre fez com que Dabrowski/Routliffe se classificassem para o WTA Finals em Cancún. Este foi o quinto ano de qualificação de Dabrowski para o torneio de final de ano, e o primeiro de Routliffe. Lá a dupla ficou invicta na fase de grupos, sem perder nenhum set, chegando à semifinal com a dupla 8ª cabeça de chave Nicole Melichar-Martinez e Ellen Perez. Dabrowski/Routliffe perderam a partida em um "tiebreak" acirrado.
Dabrowski foi nomeada para o Time Canadá durante as finais da Billie Jean King Cup em novembro. Dabrowski venceu todas as três partidas de duplas, ajudando o time do Canadá a garantir a vitória. Esta foi a primeira vez que o Canadá venceu a competição.

### 2024
Como cabeças de chave N° 2, a dupla Dabrowski/Routliffe iniciou a temporada pelo Adelaide International no qual, foram surpreendidas e perderam na primeira rodada para a dupla Aliaksandra Sasnovich / Katerina Siniakova em jogo de três sets. Depois disso, partiram para o Australian Open, onde, como cabeças de chave N° 4, tiveram um desempenho muito melhor, chegando até a semifinal, que perderam para a dupla cabeça de chave N° 11, Lyudmyla Kichenok / Jeļena Ostapenko em sets diretos porém muito equilibrados. Nos Jogos Olímpicos de Verão de 2024, venceu o bronze nas duplas mistas ao lado de Félix Auger-Aliassime.

## Finais de Grand Slam

### Duplas femininas: 3 (1 título, 2 vices)
| Status | Ano  | Torneio   | Piso  | Parceira       | Oponentes                          | Placar             |
| ------ | ---- | --------- | ----- | -------------- | ---------------------------------- | ------------------ |
| Perdeu | 2019 | Wimbledon | Grama | Xu Yifan       | Hsieh Su-wei Barbora Strýcová      | 2–6, 4–6           |
| Venceu | 2023 | US Open   | Duro  | Erin Routliffe | Laura Siegemund · Vera Zvonareva   | 7–6(11–9), 6–3     |
| Perdeu | 2024 | Wimbledon | Grama | Erin Routliffe | Taylor Townsend Kateřina Siniaková | 6–7(5–7), 6–7(1–7) |

### Duplas mistas: 4 (2 títulos, 2 vices)
| Status | Ano  | Torneio          | Piso   | Parceiro      | Oponentes                        | Placar                |
| ------ | ---- | ---------------- | ------ | ------------- | -------------------------------- | --------------------- |
| Venceu | 2017 | Aberto da França | Saibro | Rohan Bopanna | Anna-Lena Grönefeld Robert Farah | 2–6, 6–2, [12–10]     |
| Venceu | 2018 | Australian Open  | Duro   | Mate Pavić    | Tímea Babos Rohan Bopanna        | 2–6, 6–4, [11–9]      |
| Perdeu | 2018 | Aberto da França | Saibro | Mate Pavić    | Latisha Chan Ivan Dodig          | 1–6, 7–6(7–5), [8–10] |
| Perdeu | 2019 | Aberto da França | Saibro | Mate Pavić    | Latisha Chan Ivan Dodig          | 1–6, 6–7(5–7)         |

## Finais WTA

### Duplas: 25 (11 títulos, 14 vices)
| Legenda                                        |
| ---------------------------------------------- |
| Grand Slam (0–1)                               |
| Premier Mandatory & Premier 5 / WTA 1000 (3–4) |
| Premier / WTA 500 (4–4)                        |
| International / WTA 250 (5–3)                  |

| Títulos por Piso |
| ---------------- |
| Duro (9–7)       |
| Grama (2–2)      |
| Saibro (1–3)     |
| Carpete (0–0)    |

| Status | V-D   | Data     | Torneio                           | Piso     | Parceira                    | Oponentes                                     | Placar                |
| ------ | ----- | -------- | --------------------------------- | -------- | --------------------------- | --------------------------------------------- | --------------------- |
| Perdeu | 0–1   | Mai 2013 | Brussels Open, Bélgica            | Saibro   | Shahar Pe'er                | Anna-Lena Grönefeld Květa Peschke             | 0–6, 3–6              |
| Perdeu | 0–2   | Out 2013 | Linz Open, Áustria                | Duro (i) | Alicja Rosolska             | Karolína Plíšková Kristýna Plíšková           | 6–7(6–8), 4–6         |
| Venceu | 1–2   | Ago 2014 | Washington Open, EUA              | Duro     | Shuko Aoyama                | Hiroko Kuwata Kurumi Nara                     | 6–1, 6–2              |
| Venceu | 2–2   | Mar 2015 | Monterrey Open, México            | Duro     | Alicja Rosolska             | Anastasia Rodionova Arina Rodionova           | 6–3, 2–6, [10–3]      |
| Perdeu | 2–3   | Jun 2016 | Nottingham Open, Inglaterra, UK   | Grama    | Yang Zhaoxuan               | Andrea Hlaváčková Peng Shuai                  | 5–7, 6–3, [7–10]      |
| Venceu | 3–3   | Jun 2016 | Mallorca Open, Espanha            | Grama    | María José Martínez Sánchez | Anna-Lena Friedsam Laura Siegemund            | 6–4, 6–2              |
| Perdeu | 3–4   | Jan 2017 | Hobart International, Austrália   | Duro     | Yang Zhaoxuan               | Raluca Olaru Olga Savchuk                     | 6–0, 4–6, [5–10]      |
| Venceu | 4–4   | Abr 2017 | Miami Open, EUA                   | Duro     | Xu Yifan                    | Sania Mirza Barbora Strýcová                  | 6–4, 6–3              |
| Venceu | 5–4   | Ago 2017 | Connecticut Open, EUA             | Duro     | Xu Yifan                    | Ashleigh Barty Casey Dellacqua                | 3–6, 6–3, [10–8]      |
| Venceu | 6–4   | Jan 2018 | Sydeny Open, Austrália            | Duro     | Xu Yifan                    | Latisha Chan Andrea Hlaváčková                | 6–3, 6–1              |
| Venceu | 7–4   | Fev 2018 | Qatar Open, Qatar                 | Duro     | Jeļena Ostapenko            | Andreja Klepač María José Martínez Sánchez    | 6–3, 6–3              |
| Venceu | 8–4   | Jun 2018 | Eastbourne Open, Inglaterra, UK   | Grama    | Xu Yifan                    | Irina-Camelia Begu Mihaela Buzărnescu         | 6–3, 7–5              |
| Perdeu | 8–5   | Out 2018 | China Open, China                 | Duro     | Xu Yifan                    | Andrea Hlaváčková Barbora Strýcová            | 6–4, 4–6, [8–10]      |
| Perdeu | 8–6   | Mai 2019 | Madrid Open, Espanha              | Saibro   | Xu Yifan                    | Hsieh Su-wei Barbora Strýcová                 | 3–6, 1–6              |
| Venceu | 9–6   | Mai 2019 | Nuremberg Cup, Alemanha           | Saibro   | Xu Yifan                    | Sharon Fichman Nicole Melichar                | 4–6, 7–6(7–5), [10–5] |
| Perdeu | 9–7   | Jul 2019 | Wimbledon                         | Grama    | Xu Yifan                    | Hsieh Su-wei Barbora Strýcová                 | 2–6, 4–6              |
| Perdeu | 9–8   | Jan 2020 | Adelaide International, Austrália | Duro     | Darija Jurak                | Nicole Melichar Xu Yifan                      | 6–2, 5–7, [5–10]      |
| Perdeu | 9–9   | Fev 2020 | Qatar Open, Qatar                 | Duro     | Jeļena Ostapenko            | Hsieh Su-wei Barbora Strýcová                 | 2–6, 7–5, [2–10]      |
| Perdeu | 9–10  | Out 2020 | Ostrava Open, República Tcheca    | Duro (i) | Luisa Stefani               | Elise Mertens Aryna Sabalenka                 | 1–6, 3–6              |
| Perdeu | 9–11  | Mai 2021 | Madrid Open, Espanha              | Saibro   | Demi Schuurs                | Barbora Krejčíková Kateřina Siniaková         | 4–6, 3–6              |
| Perdeu | 9–12  | Ago 2021 | Silicon Valley Classic, EUA       | Duro     | Luisa Stefani               | Darija Jurak Andreja Klepač                   | 1–6, 5–7              |
| Venceu | 10–12 | Ago 2021 | Candian Open, Canadá              | Duro     | Luisa Stefani               | Darija Jurak Andreja Klepač                   | 6–3, 6–4              |
| Perdeu | 10–13 | Ago 2021 | Cincinnati Open, EUA              | Duro     | Luisa Stefani               | Samantha Stosur Zhang Shuai                   | 5–7, 3–6              |
| Venceu | 11–13 | Mai 2022 | Madrid Open, Espanha              | Saibro   | Giuliana Olmos              | Desirae Krawczyk Demi Schuurs                 | 7–6(7–1), 5–7, [10–7] |
| Perdeu | 11–14 | Mai 2022 | WTA de Roma                       | Saibro   | Giuliana Olmos              | Veronika Kudermetova Anastasia Pavlyuchenkova | 6–1, 4–6, [7–10]      |
| Venceu | 12–14 | Set 2022 | WTA de Chennai, Índia             | Duro     | Luisa Stefani               | Anna Blinkova Natela Dzalamidze               | 6–1, 6–2              |
| Venceu | 13–14 | Set 2022 | WTA de Tóquio, Japão              | Duro     | Giuliana Olmos              | Nicole Melichar-Martinez Ellen Perez          | 6–4, 6–4              |
| Perdeu | 13–15 | Out 2022 | WTA de San Diego, EUA             | Duro     | Giuliana Olmos              | Coco Gauff Jessica Pegula                     | 6–1, 5–7, [4–10]      |

## Finais de Grand Slam Junior

### Duplas: 1 (1 vice)
| Status | Ano  | Campeonato      | Piso | Parceira    | Oponentes                      | Placar        |
| ------ | ---- | --------------- | ---- | ----------- | ------------------------------ | ------------- |
| Perdeu | 2010 | Australian Open | Duro | Tímea Babos | Jana Čepelová Chantal Škamlová | 6–7(1–7), 2–6 |

## Confronto vs. top 100
Ela possui um recorde (9–32, 22%) em simples.
- Alicia Molik 1–0
- Julia Görges 1–0
- Mirjana Lučić-Baroni 1–0
- Mandy Minella 1–0
- Nao Hibino 1–0
- Irina Khromacheva 1–0
- Karolína Plíšková 1–1
- Camila Giorgi 1–1
- Jana Čepelová 1–1
- Garbiñe Muguruza 0–1
- Caroline Wozniacki 0–1
- Kimiko Date-Krumm 0–1
- Francesca Schiavone 0–1
- Flavia Pennetta 0–1
- Beatriz Haddad Maia 0–1
- Johanna Konta 0–1
- Alizé Cornet 0–1
- Yanina Wickmayer 0–1
- Elena Vesnina 0–1
- CoCo Vandeweghe 0–1
- Varvara Lepchenko 0–1
- Mona Barthel 0–1
- Jamie Hampton 0–1
- Alexandra Dulgheru 0–1
- Anna Karolína Schmiedlová 0–1
- Monica Niculescu 0–1
- Kateryna Bondarenko 0–1
- Misaki Doi 0–1
- Zarina Diyas 0–1
- Martina Müller 0–1
- Lesia Tsurenko 0–1
- Pauline Parmentier 0–1
- Océane Dodin 0–1
- Denisa Allertová 0–1
- Irina Falconi 0–1
- Evgeniya Rodina 0–1
- Ekaterina Alexandrova 0–1
- Tereza Smitková 0–2